# Dwars door het Hageland 2017
Dwars door het Hageland 2017 was een eendaagse wielerwedstrijd in het Belgische Hageland die voornamelijk over onverharde wegen werd verreden. De wedstrijd vertrok in Aarschot en kwam na een doortocht in Tienen aan op de Citadel van Diest. De wedstrijd maakte deel uit van het regelmatigheidscriterium Napoleon Games Cycling Cup 2017.

## Parcours
Het parcours werd lichtjes aangepast ten opzichte van de vorige editie. De renners vertrokken wel opnieuw in Aarschot om na een doortocht in Tienen aan te komen in Diest, maar er zat bijvoorbeeld in volle finale op 4 kilometer van het einde een passage over de onverharde variant van de Cauwberg tussen het Grasbos en de aankomst op de Allerheiligenberg in. Ook werden er nog meer onverharde wegen, kasseistroken en hellingen opgenomen.
Het parcours telde in totaal 15 hellingen en 27 onverharde wegen/kasseistroken, goed voor 25 kilometer onverharde weg en 5 kilometer kasseien. In totaal was het parcours 193 kilometer lang.

## Rituitslag
| Plaats | Naam                 | Ploeg                        | Tijd     |
| ------ | -------------------- | ---------------------------- | -------- |
| 1      | Mathieu van der Poel | Beobank-Corendon             | 4u39'25" |
| 2      | Taco van der Hoorn   | Roompot-Nederlandse Loterij  | z.t.     |
| 3      | Wout van Aert        | Veranda's Willems-Crelan     | + 0'02"  |
| 4      | Olivier Pardini      | WB Veranclassic-Aqua Protect | + 0'03"  |
| 5      | Dimitri Claeys       | Cofidis                      | + 0'14"  |
| 6      | Florian Sénéchal     | Cofidis                      | z.t.     |
| 7      | Tim Merlier          | Veranda's Willems-Crelan     | + 0'16"  |
| 8      | Kenneth Vanbilsen    | Cofidis                      | z.t.     |
| 9      | Benjamin Declercq    | Sport Vlaanderen-Baloise     | + 0'18"  |
| 10     | Jimmy Janssens       | Cibel-Cebon                  | + 0'20"  |

mannen: 2001 · 2002 · 2003 · 2003-2006 · 2007 · 2008 · 2009 · 2010 · 2011 · 2012 · 2013-2015 · 2016 · 2017 · 2018 · 2019 · 2020 · 2021 · 2022 · 2023 · 2024 · 2025
vrouwen: 2021 · 2022 · 2023 · 2024 · 2025